# Jean Sénébier
Jean Senebier (Ginevra, 25 maggio 1742 – Ginevra, 22 luglio 1809) è stato uno scrittore e botanico svizzero.
Si occupò principalmente di fisiologia vegetale e in modo particolare della fotosintesi.
Tra gli autori botanici viene abbreviato come "Seneb."

## Opere

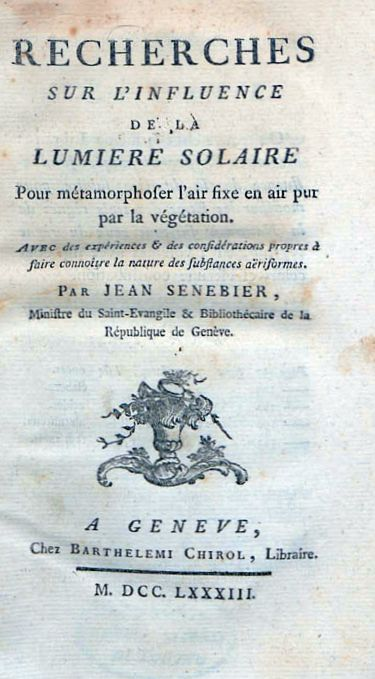
Senebier, Jean – Recherches sur l'influence de la lumiere solaire pour métamorpher l'air fixe en air pur par la végétation, 1783 – BEIC 709269.jpg

- (FR) Mémoires physico-chimiques sur l'influence de la lumière solaire pour modifier les êtres des trois règnes de la nature, Genève, 1782.
- (FR) Recherches sur l'influence de la lumiere solaire pour métamorpher l'air fixe en air pur par la végétation, Genève, Chirol Barthelemi, 1783.
- (FR) Expériences sur l'action de la lumière solaire dans la végétation, Genève, Manget Barde & C., 1788.
- (FR) Physiologie végétale, contenant une description des organes des plantes, & une exposition des phénomènes produits par leur organisation, Genève, Paschoud, 1799-1800.
- (FR) Rapport de l'air atmosphérique avec les êtres organisés, Genève, 1807.
- (FR) Météorologie pratique a l'usage de tous les hommes, et sourtout des Cultivateurs, Paris, Jean Jacques Paschoud, 1810.